# Tình yêu diệu kỳ (phim truyền hình Hàn Quốc)
Tình yêu diệu kỳ (tiếng tiếng Hàn: 판타스틱; Romaja: Pantaseutik; tiếng Anh: Fantastic, viết cách điệu: FantastiC) là một bộ phim truyền hình Hàn Quốc năm 2016 với sự tham gia của Joo Sang-wook, Kim Hyun-joo, Park Si-yeon và Ji-soo. Phim kể về câu chuyện của một nhà văn kịch thành công có cuộc sống đảo lộn sau khi cô phát hiện ra mình mắc bệnh nan y và một diễn viên nổi tiếng nhưng không biết diễn xuất. Phim được phát sóng trên mạng cáp JTBC vào thứ Sáu và thứ Bảy lúc 20:30 (KST) từ ngày 2 tháng 9 đến ngày 22 tháng 10 năm 2016.

## Tóm tắt
So-hye (Kim Hyun-joo), là một nhà biên kịch, khi đang biên kịch một bộ phim truyền hình về bệnh ung thư thì tình cờ chính cô phát hiện mình bị mắc ung thư vú giai đoạn cuối và bác sĩ cho biết cô chỉ còn 5 tháng để sống. Thay vì oán trách sô phận, cô ấy quyết định sống hết mình và tận dụng thời gian làm những gì cô muốn. Nhưng Hae-sung (Joo Sang-wook), một diễn viên nổi tiếng nhờ vẻ bề ngoài hơn là diễn xuất (cũng là mối tình đầu của cô) đột nhiên xuất hiện và làm xáo trộn những kế hoạch của cô. Hae-sung được nhà sản xuất chọn làm diễn viên chính của bộ phim. Thoạt tiên, So-hye phản đối việc này, do khả năng diễn xuất của anh hạn chế. Trong khi đó, Jun-gi (Kim Tae-hoon) là một bác sĩ vừa là bạn của cô. Dù không thể chữa khỏi cho So-hye, anh vẫn muốn trở thành người bạn tâm giao của cô. Jun-gi và Hae-sung chiến đấu vì tình yêu của So-hye.

## Diễn viên

### Diễn viên chính
- Kim Hyun-joo trong vai Lee So-hye

Một nhà viết kịch bản thành công bất ngờ phát hiện ra rằng cô ấy bị ung thư vú. Cô ấy phải lòng bác sĩ Hong Jun-gi và khó chịu với Ryu Hae-sung, mối tình đầu của cô. Cô ấy cũng tin Ryu Hae-sung sẽ không thể chịu đựng nỗi đau trước cái chết của cô ấy vì bệnh ung thư và giấu anh điều này.
- Joo Sang-wook trong vai Ryu Hae-sung

Một diễn viên có nhiều fan nữ hâm mộ nhờ ngoại hình hơn là diễn xuất. Anh yêu và quan tâm đến So-hye thật lòng. Anh hối hận vì quyết định phản bội So-hye mười năm trước và không ngừng cố gắng để giành lại tình cảm cô. Mặc dù So-hye liên tục từ chối anh, anh vẫn kiên trì. Anh ấy ghen tị với Tiến sĩ Jun-gi vì So-hye thân thiết với vị bác sĩ. Tính anh vui vẻ và hồn nhiên như trẻ con. Sau đó, anh ấy thân thiết với Tiến sĩ Jun-gi và đối xử với anh ấy như anh trai của mình.
- Park Si-yeon trong vai Baek Sul

Vợ của một nghị sĩ đang sống một cuộc đời không mấy hạnh phúc. Chồng cô đang lừa dối cô với một người phụ nữ khác. Em dâu và chồng liên tục sỉ nhục cô và coi cô như người hầu. Mẹ của cô ấy bị bệnh và cô ấy cần tiền để chữa trị và do đó cô ấy chấp nhận tiếp tục sống cuộc sống như vậy để đổi lấy tiền. Cô hồi nhớ thời trẻ bằng cách lái xe mô tô. Cũng là cách giải toả căng thẳng mà cô phải qua ở gia đình nhà chồng. Trong một lần đi xe máy, cô ấy đã đỡ Sang-wook và làm quen với anh ấy. Với sự động viên của So-hye và Mi-sun, cô quyết định ly hôn với chồng và chấm dứt sự đau khổ của mình.
- Ji-soo trong vai Kim Sang-wook

Một luật sư trẻ và đầy khát vọng đã phải lòng Baek Sul sau khi đi xe máy với cô. Sau này anh là luật sư trong vụ kiện ly hôn của cô.
- Kim Tae-hoon trong vai bác sĩ Hong Jun-gi

Một bác sĩ và giám đốc mà So-hye phải lòng. Anh ấy đã bị ung thư từ 5 năm trước và là nguồn cảm hứng cho So-hye. Anh ấy vô cùng yêu thương và quan tâm đến So-hye. Sau khi là tình địch của Hea-sung vì So-hye, anh ấy trở thành một người bạn tốt của Hae-sung.
- Kim Jung-nan trong vai Choi Jin-sook

Cô là chị dâu của Baek Sul và cũng là chủ tịch của công ty mà Hae-sung trực thuộc. Cô là một phụ nữ kinh doanh sắc sảo và đe dọa mọi người để hoàn thành công việc của mình. Sau khi phát hiện ra rằng So-hye đang bị ung thư giai đoạn thứ tư, cô ấy đã đe dọa cô sẽ chia tay với Hae-sung. Cô ấy là một người chị dâu tồi tệ và làm phiền Baek Sul.

### Diễn viên phụ
- Jo Jae-yoon trong vai Oh Chang-suk, quản lý của Ryu Hae-sung
- Yoon Ji-won trong vai Hong Sang-hwa, trợ lý biên kịch và bạn tốt của Kim Sang-wook
- Kim Young-min trong vai Choi Jin-tae, chồng của Baek Sul
- Kim Jae-hwa trong vai Jo Mi-sun, Lee So-hye và bạn của Baek Sul
- Jang Joon-yoo trong vai Jamie, em gái của bác sĩ Hong Jun-gi
- Jung Ye-ji vai (Hỗ trợ)

## Sản xuất

### Quá trình sản xuất
Ngày 12 tháng 7 năm 2016, công ty quản lý của Kim Hyun-joo và Joo Sang-wook thông báo họ sẽ tham gia vào dự án phim Fantastic.
Buổi gặp mặt và đọc kịch bản đầu tiên diễn ra vào ngày 20 tháng 7 năm 2016 tại tòa nhà trụ sở chính của đài JTBC ở quận Sangam-dong, Seoul, Hàn Quốc.

### Bên lề
Trong lần phát sóng đầu tiên, bộ phim đã ghi nhận tỷ suất người xem là 2,237% (dựa trên các hộ gia đình truyền hình trả tiền trên toàn quốc). Đây là mức tỷ suất cao thứ ba cho tập phát sóng đầu tiên cho các bộ phim phát trên JTBC sau 2 bộ phim truyền hình trước đó là Tình yêu bị cấm đoán (2,574%) và Chiếc gương của phù thủy (2,606%).
Ji Soo được chẩn đoán mắc bệnh viêm tủy xương cấp tính và phải trải qua phẫu thuật vào ngày 13 tháng 9 năm 2016. Việc quay phim của Ji Soo tiếp tục khi anh ấy sẵn sàng. Vì điều này, những cảnh có nhân vật của anh đã bị giảm.

## Phát sóng
Tại Việt Nam, bộ phim được phát sóng trên VTV3 vào lúc 17:20 các ngày trong tuần bắt đầu từ ngày 23/3/2020.

## Tỷ suất người xem
| Tập | Ngày phát sóng đầu tiên   | Tỷ lệ người xem trung bình(AGB Nielsen) | Tỷ lệ người xem trung bình(AGB Nielsen) | Tỷ lệ người xem trung bình(AGB Nielsen) |
| Tập | Ngày phát sóng đầu tiên   | Toàn quốc                               | Xếp hạng                                | Xếp hạng                                |
| Tập | Ngày phát sóng đầu tiên   | Toàn quốc                               | Phim truyền hình                        | Toàn bộ các chương trình                |
| --- | ------------------------- | --------------------------------------- | --------------------------------------- | --------------------------------------- |
| 1 | Ngày 2 tháng 9 năm 2016   | 2,237%                                  | 1                                       | 10                                      |
| 2 | Ngày 3 tháng 9 năm 2016   | 2,396%                                  | 1                                       | 9                                       |
| 3 | Ngày 9 tháng 9 năm 2016   | 2,468%                                  | 1                                       | 3                                       |
| 4 | Ngày 10 tháng 9 năm 2016  | 2,360%                                  | 1                                       | 11                                      |
| 5 | Ngày 16 tháng 9 năm 2016  | 1.805%                                  | 2                                       | 26                                      |
| 6 | Ngày 17 tháng 9 năm 2016  | 2,648%                                  | 2                                       | 15                                      |
| 7 | Ngày 23 tháng 9 năm 2016  | 2,396%                                  | 1                                       | 4                                       |
| 8 | Ngày 24 tháng 9 năm 2016  | 2,308%                                  | 1                                       | 6                                       |
| 9 | Ngày 30 tháng 9 năm 2016  | 2,358%                                  | 1                                       | 8                                       |
| 10 | Ngày 1 tháng 10 năm 2016  | 1,933%                                  | 1                                       | 16                                      |
| 11 | Ngày 7 tháng 10 năm 2016  | 2,638%                                  | 1                                       | 6                                       |
| 12 | Ngày 8 tháng 10 năm 2016  | 2.682%                                  | 1                                       | 5                                       |
| 13 | Ngày 14 tháng 10 năm 2016 | 2,498%                                  | 1                                       | 5                                       |
| 14 | Ngày 15 tháng 10 năm 2016 | 2,135%                                  | 1                                       | 10                                      |
| 15 | Ngày 21 tháng 10 năm 2016 | 2,471%                                  | 1                                       | 4                                       |
| 16 | Ngày 22 tháng 10 năm 2016 | 2.400%                                  | 1                                       | 10                                      |
| Average | Average                   | 2.358%                                  | _                                       | _                                       |
| - Trong bảng trên, các số màu xanh biểu thị cho tỷ lệ người xem thấp nhất và các số màu đỏ biểu thị cho tỷ lệ người xem cao nhất. - Bộ phim này được phát sóng trên hệ thống các kênh truyền hình cáp / trả phí nên số lượng người xem thấp hơn so với truyền hình miễn phí (ví dụ như (KBS, SBS, MBC và EBS). |                           |                                         |                                         |                                         |

## Tham chiếu
1. 1 2  "New JTBC Drama "Fantastic" Premieres With Impressive Ratings". Soompi. Bản gốc lưu trữ ngày 2 tháng 10 năm 2017. Truy cập ngày 11 tháng 9 năm 2016.
2. ↑  "Ji Soo Addresses Overlap Between "Scarlet Heart: Goryeo" And "Fantastic"". Soompi. Bản gốc lưu trữ ngày 2 tháng 10 năm 2017. Truy cập ngày 11 tháng 9 năm 2016.
3. ↑  Uhm, Ji-eun (ngày 6 tháng 9 năm 2016). ""Fantastic" Ryu Hae-sung Presents With His Cringe-worthy Acting While Meeting Chinese Fans" (bằng tiếng Hàn). Star News. Truy cập ngày 11 tháng 9 năm 2016.
4. ↑  "'Fantastic' K-Drama Finale: JTBC Series Concludes with High Viewership Ratings but Continues 'Safe' Conclusions for Cancer Concept Dramas [Spoilers]".
5. 1 2 3 4 5 6  "Character correlation & list". JTBC's Fantastic (bằng tiếng Hàn). Fantastic. Bản gốc lưu trữ ngày 11 tháng 10 năm 2016. Truy cập ngày 11 tháng 9 năm 2016.
6. ↑  "주상욱 김현주 측 "JTBC '판타스틱' 출연 최종조율중"(공식입장)".
7. ↑  "판타스틱 – Daum 검색". 다음검색 (bằng tiếng Hàn). Truy cập ngày 6 tháng 7 năm 2021.